# Tortured Conscience
A Tortured Conscience amerikai, keresztény jellegű death metal zenekar.

## Története
2000-ben alakult a kaliforniai San Franciscóban. Karrierjük kezdetén két tag alkotta: Jeff Lenormand (gitár, basszusgitár), Shannon Frye (dob, ének). 2001-ben kiadták első demójukat. 2002-ben egy karácsonyi témájú metal válogatáslemezen is szerepeltek, a Kekal, Frost Like Ashes, Royal Anguish és Death Requisite együttesekkel együtt.
Első és eddig egyetlen nagylemezüket 2006-ban adták ki. Shannon Frye 2002-ben elhagyta az együttest, jelenleg csak Jeff Lenormand szerepel a Tortured Conscience-ben. Dalaik keresztény jellegűek, több témákkal rendelkeznek: például, hogy az összes vallás egyenlő, és hogy Isten az egyetlen út.

## Tagok
- Jeff Lenormand: gitár, basszusgitár (2000-)

## Korábbi tagok
- Berto Salas: ének (2004-2010)
- Paul Pontikoff: ének (2002)
- Shannon Frye: dob, ének (2000-2002)
- John Gotelli: dob (2002-2015)

## Diszkográfia
- Faces of God (demó, 2001)
- The Collection, Vol. 1: Tools of the Trade (split lemez, 2002)
- Every Knee Shall Bow (album, 2006)

## Közreműködések
- A Brutal Christmas: The Season in Chaos (2002)
- Arachnid Terror Sampler (2002)
- Christian Brutal Death Metal, Volume 1 (2015)